# جاكلين إيوبانكس
جاكلين إيوبانكس (بالإنجليزية: Jacqueline Eubanks)‏ هي أمينة مكتبة أمريكية، ولدت في 1938، وتوفيت في 1992.